# Чемпионат Беларуси по шашечной композиции 1997
Чемпионат Белоруссии по шашечной композиции 1997, оригинальное название — Первый этап IX чемпионата Беларуси по шашечной композиции — национальное спортивное соревнование по шашечной композиции. Организатор — комиссия по композиции Белорусской Федерации Шашек.  Соревнования проходили заочно.

## О турнире
Начиная с 1991 года, белорусские чемпионаты стали проводиться раз в два года, при этом разделив соревнования по русским и международным шашкам на ежегодные этапы чемпионата. Суммирования очков этапов не производилось. Таким образом, в IX чемпионате Беларуси по шашечной композиции на 1-м этапе соревновались в русские шашки, а на следующий год, в 1998-м, на 2-м этапе — в международные.
Соревнования проводились в 3 дисциплинах: проблемы, задачи, этюды.
9 наград чемпионата выиграли 8 спортсменов. Лишь Виктор Шульга (Минск) выиграл две медали — бронзу в проблемах и этюдах. Леонид Витошкин стал 15-кратным чемпионом Белоруссии по шашечной композиции.

## Спортивные результаты
Проблемы-64.
 Иван Навроцкий — 24,0 очка.  Пётр Шклудов — 23,5.  Виктор Шульга — 13,5. 4. Борис Иванов — 13,0. 5. Юлий Герман — 13,0. 6. Людмила Румянцева — 10,0. 7. Владимир Малашенко — 3,0. 8. Николай Вергейчик — 2,5. 9 — 10. Василий Можейко, Александр Сапегин — 0,0.
Этюды-64.
 Леонид Витошкин — 27,5.  Виктор Денисенко — 20,5.  Виктор Шульга — 12,5. 4. Григорий Кравцов — 9,75. 5. Борис Иванов — 8,75. 6. Криштоф Малашкевич — 4,5. 7. Вадим Кравцов — 3,5. 8. Пётр Шклудов — 3,0. 9. Василий Белый — 0,0.
Задачи-64.
 Николай Зайцев — 18,5.  Владимир Гончар — 26,75.  Николай Бобровник — 15,5. 4. Пётр Шклудов — 15,5. 5. Константин Тарасевич — 11,5. 6. Борис Иванов — 9,5.